# آلان تومبسن
آلان تومبسن (بالإنجليزية: Alan Thompson)‏ (20 يناير 1952 بليفربول في المملكة المتحدة - ) هو لاعب كرة قدم بريطاني في مركز الدفاع. لعب مع برادفورد سيتي وستوكبورت كونتي وسكونثورب يونايتد وشيفيلد وينزداي وبورتلاند تيمبرز.